# عمارت کازرونی
عمارت کازرونی مربوط به اوایل دوره قاجار است و در بوشهر، محله قدیمی بهبهانی واقع شده و این اثر در تاریخ ۱۰ مهر ۱۳۸۰ با شمارهٔ ثبت ۴۰۴۵ به‌عنوان یکی از آثار ملی ایران به ثبت رسیده است.